# エウフェミア・オドニツヴナ
エウフェミア・オドニツヴナ（Eufemia Odonicówna, ? - 1281年以後の2月15日）は、オポーレ＝ラチブシュ公ヴワディスワフ・オポルスキの妃。父はヴィエルコポルスカ公ヴワディスワフ・オドニツ、母はグダニスク公ムシチュイ1世の娘ヤドヴィガ。

## 生涯
エウフェミアの生年は不明であるが、文献では1230年頃とするものが多い。兄弟姉妹の生年と両親の没年を考慮すると、1226年から1230年の間に生まれたと推測するのが妥当と思われ、エウフェミアは公爵家の末娘ということになる。エウフェミアとその兄弟姉妹達は良縁に恵まれた。長兄プシェミスウ1世はポーランド大公を兼ねていたヴロツワフ公ヘンリク2世の娘エルジュビェタと、次兄ボレスワフはハンガリー王ベーラ4世の娘ヨラーンと、姉サロメアはグウォグフ公コンラト1世とそれぞれ結婚した。
エウフェミアも1251年、グルヌィ・シロンスク（高地シロンスク）の支配者であるオポーレ＝ラチブシュ公ヴワディスワフと結婚した。新郎新婦は三又従兄妹の関係にあるため、結婚には教皇の認可を必要とした。この結婚はオポーレ公家との同盟関係の確立を狙ったエウフェミアの兄プシェミスウ1世の政策の一環でもあった。
エウフェミアは夫との間に4男1女をもうけた。
1. ミェシュコ1世（1252年/1256年 - 1315年6月27日）
2. カジミェシュ（1253年/1257年 - 1312年3月10日）
3. ボルコ1世（1258年10月21日以前 - 1313年5月14日）
4. コンスタンツィア（1256年/1265年 - 1351年以前） - 1280年、ヴロツワフ公ヘンリク4世と結婚、1286年に離婚
5. プシェミスワフ（1268年6月12日頃 - 1306年5月7日）

1258年、エウフェミアは夫と共にルディにシトー会の修道院を建設している。また公爵夫妻は1281年、プレモントレ会に資金援助を行っている。エウフェミアは1281年以後、おそらく1287年に亡くなった。